# Andrena mimbresensis
Andrena mimbresensis är en biart som beskrevs av Larkin 2004. Andrena mimbresensis ingår i släktet sandbin, och familjen grävbin. Inga underarter finns listade i Catalogue of Life.